# Holotrichia reynaudi
Holotrichia reynaudi är en skalbaggsart som beskrevs av Blanchard 1851. Holotrichia reynaudi ingår i släktet Holotrichia och familjen Melolonthidae. Inga underarter finns listade i Catalogue of Life.